# ヌラキ (西オーストラリア州)
ヌラキ（英語: Nullaki）は、西オーストラリア州グレート・サザン地域にあるシティ・オブ・オールバニの一地区である。ヌラキ半島に位置し、南は南極海、北はウィルソン入り江に挟まれている。
ヌラキはヌンガーのミナン人の伝統的な土地にある。
1935年2月、ヌラキ岬に役場が設置されたが、現在その場所には役場も住宅もない。